# Актауський сільський округ (Чингірлауський район)
Акта́уський сільський округ (каз. Ақтау ауылдық округі, рос. Актауский сельский округ) — адміністративна одиниця у складі Чингірлауського району Західноказахстанської області Казахстану. Адміністративний центр — село Актау.
Населення — 458 осіб (2021; 675 у 2009, 1523 у 1999, 2181 у 1989).
Станом на 1989 рік існувала Білогорська сільська рада (села Білогорка, Марксизм, П'ятилітка). До 2018 року сільський округ називався Білогорським. 2006 року ліквідовано село 2-га П'ятилітка.

## Склад
До складу округу входять такі населені пункти:
| Населений пункт       | Старі назви        | Населення, осіб (1989) | Населення, осіб (1999) | Населення, осіб (2009) | Населення, осіб (2021) |
| --------------------- | ------------------ | ---------------------- | ---------------------- | ---------------------- | ---------------------- |
| Актау, село           | Білогорка          | 1499                   | 1103                   | 543                    | 438                    |
| 2-га П'ятилітка, село | П'ятилітка, Ащисай | 310                    | 128                    | -                      | -                      |
| Ториатбас, село       | Марксизм, Тіксай   | 372                    | 292                    | 132                    | 20                     |